# Anthon (Isère)
Anthon település Franciaországban, Isère megyében. Lakosainak száma 1137 fő (2022. január 1.). Anthon Loyettes, Saint-Maurice-de-Gourdans, Villette-d’Anthon, Charvieu-Chavagneux, Chavanoz és Janneyrias községekkel határos.

## Népesség
A település népességének változása:
| Lakosok száma | 225  | 333  | 697  | 940  | 1041 | 1037 | 1061 | 1077 | 1130 | 1137 |
|               | 1968 | 1982 | 1990 | 2006 | 2013 | 2015 | 2017 | 2019 | 2020 | 2022 |